# Otto Rieder
Otto Rieder (* 29. März 1850 in Weißenburg im Nordgau; † 28. März 1919 in Traunstein) war ein Reichsarchivrat und Historiker.

## Leben
Rieder begann im väterlichen Betrieb in Weißenburg eine Lehre als Uhrmacher, die er aber nach dem Tod des Vaters abbrach, und legte stattdessen 1871 am Gymnasium bei St. Anna in Augsburg als Jahrgangsbester das Abitur ab. Während des Studiums widmete er sich im Stadtarchiv Weißenburg der Sortierung von Urkunden und erhielt 1875 nach Studienabschluss eine erste Anstellung als Praktikant im Reichsarchiv München. Von 1881 bis 1886 arbeitete er am Kreisarchiv in Neuburg an der Donau. Nach einer kurzzeitigen Rückkehr nach München wurde er 1887 zum Leiter des Kreisarchivs in Bamberg ernannt. Von 1890 bis zur Pensionierung im Oktober 1915 war er wieder im Reichsarchiv München tätig. Die letzten Jahre bis zu seinem Tod verbrachte er in Traunstein.
Er veröffentlichte zahlreiche Aufsätze in Fachzeitschriften. Die Drucklegung seines Hauptwerks, der dreibändigen Chronik zur Geschichte der Reichsstadt Weißenburg, wurde durch Krieg und Inflation verhindert und gelang erst mehr als 80 Jahre nach seinem Tod.
Nach Rieder hat man die Otto-Rieder-Straße in Weißenburg benannt.